# Invisible (canção de Linkin Park)
"Invisible" é uma canção da banda americana de rock Linkin Park. Foi lançado como um single promocional de seu sétimo álbum de estúdio, One More Light, sendo a quinta faixa deste álbum. A canção foi escrita por Mike Shinoda e pelo compositor britânico Justin Parker.
A canção é cantada por Mike Shinoda com Chester Bennington em vocais de apoio. A música foi lançada em 10 de maio de 2017 e estreou no mesmo dia no World Record show de Zane Lowe em Beats 1.

## Contexto
Mike Shinoda se encontrou com o compositor e produtor inglês, Justin Parker em Londres para uma sessão de entrevista durante a turnê do sexto álbum de estúdio da banda, The Hunting Party (2014). Shinoda disse mais tarde à Ticketmaster: "Eu fiz algumas paradas em Londres no caminho de volta da turnê do The Hunting Party e trabalhei com dois compositores diferentes e realmente gostei. Achei que era super divertido e vi o mérito em manter isso em andamento. Peguei as canções de volta para a banda e perguntei o que elas achavam. Adoraram o material, em primeiro lugar." Uma dessas faixas foi "Invisible", uma música que lida com Shinoda querendo se concentrar em ser pai.
Ao longo do processo, tanto Shinoda quanto Bennington gravaram vocais para a música, mas como "Invisible" é a história de Shinoda, ele decidiu que deveria ser o único a cantar na versão final. A música foi escrita sobre seus filhos e pensou que quando envelhecerem e tornarem-se adolescentes, seria mais difícil disciplinar-los. Segundo ele, "Invisible" envia o ouvinte para esse momento em que, em uma situação de parentalidade ou mentoria, você tem que dizer aos seus filhos algo que eles não querem ouvir e você quer que eles saibam que você está fazendo isso, porque você se importa, não porque você quer machucar seus sentimentos.

## Liberação e promoção
A música foi lançada como um single promocional do sétimo álbum de estúdio da banda, One More Light. Foi lançado digitalmente em 10 de maio de 2017. A banda lançou um videoclipe com a letra da música (dirigido por Jose Lun) no mesmo dia.

## Performances ao vivo
A Primeira apresentação ao vivo da canção foi na frente do público que estavam presentes na apresentação do programa James Corden's, The Late Late Show em fevereiro. A apresentação foi exibida publicamente em 12 de junho de 2017. A primeira apresentação em um show foi em Santiago, Chile, da turnê sul-americana da banda do "One More Light World Tour". A faixa foi tocada várias vezes desde então.

## Equipe e colaboradores
- Mike Shinoda - vocais, teclado, piano
- Chester Bennington - backing vocais
- Brad Delson - guitarras
- Dave "Phoenix" Farrell - baixo
- Joe Hahn - programação
- Rob Bourdon - bateria

Músicos adicionais
- Jesse Shatkin - teclados adicionais, programação adicional

Ref.:

## Desempenho nas tabelas musicais
| Tabela musical (2017)                                   | Melhor posição |
| ------------------------------------------------------- | -------------- |
| República Checa (Singles Digitál Top 100)               | 66             |
| Escócia (Scottish Singles Chart)                        | 90             |
| Estados Unidos (Billboard Hot Rock & Alternative Songs) | 32             |